# Rosa Parks
Rosa Louise McCauley (Tuskegee, 4 de fevereiro de 1913 – Detroit, 24 de outubro de 2005), mais conhecida como Rosa Parks, foi uma ativista negra norte-americana, símbolo do movimento dos direitos civis dos negros nos Estados Unidos. Ficou famosa, em 1º de dezembro de 1955, por ter-se recusado frontalmente a ceder o seu lugar no ônibus a um homem branco, tornando-se o estopim do movimento que foi denominado boicote aos ônibus de Montgomery e posteriormente viria a marcar o início da luta antissegregacionista.

## Biografia

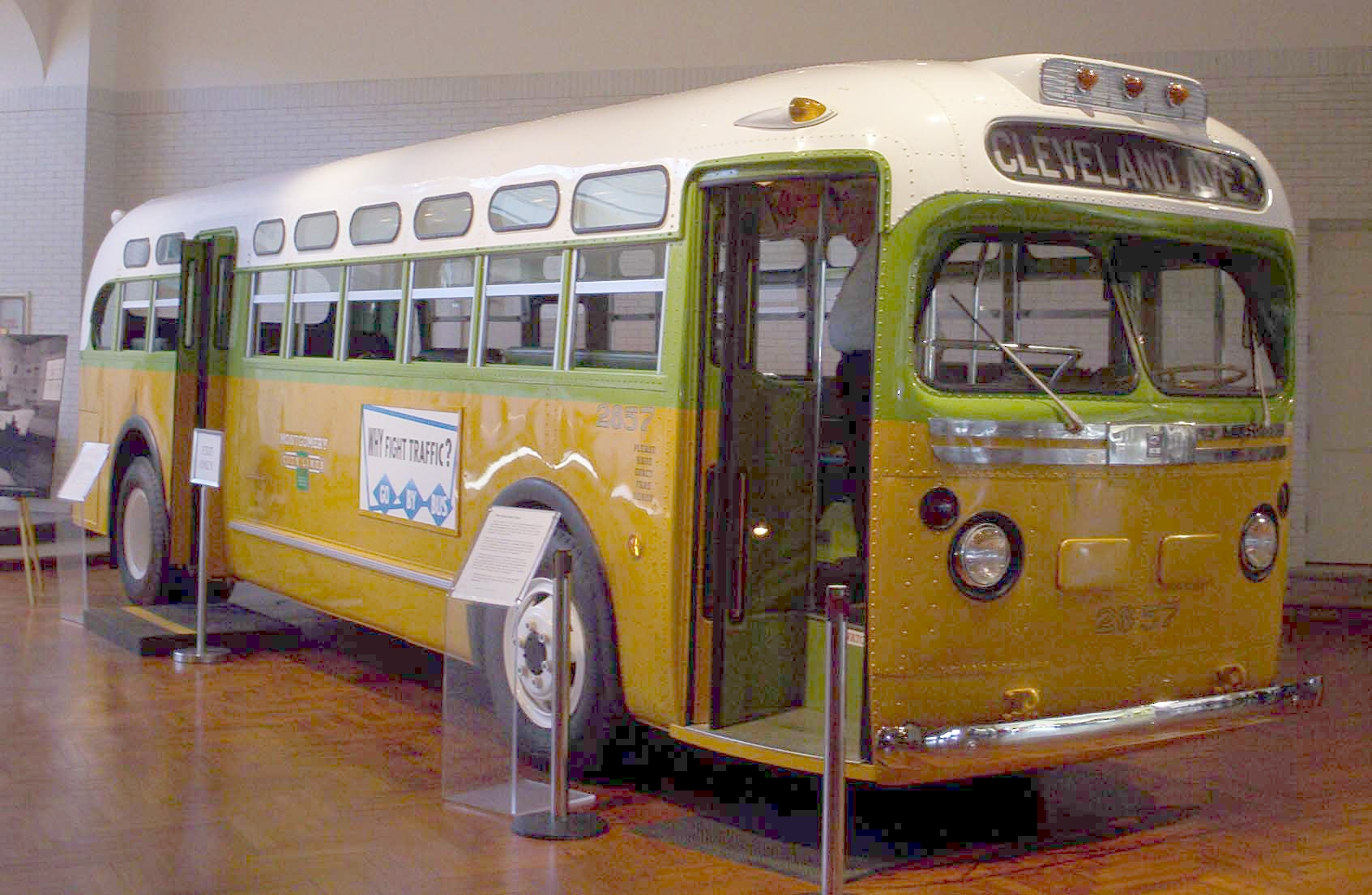
O ônibus de Montgomery em que Rosa Parks recusou-se a ceder seu lugar a uma pessoa branca

Parks nasceu em Tuskegee, no estado do Alabama, no sul dos Estados Unidos. Rosa era filha de James e Leona McCauley, e cresceu em uma fazenda. Devido a problemas de saúde na família, foi obrigada a interromper os seus estudos e começou a trabalhar como costureira. Quando seus pais se separaram, ela se mudou para a cidade de Montgomery.
Em 1932 casou-se com Raymond Parks, membro da Associação Nacional para o Progresso de Pessoas de Cor (NAACP), uma organização que luta pelos direitos civis dos negros, da qual Rosa se tornou militante.
Desde 1900, o transporte público na cidade de Montgomery, no Alabama, era legalmente segregado por raça (muitos estados sulistas também tinham leis similares). A comunidade negra sempre reclamou do sistema afirmando que era injusto, mas cortes estaduais sempre apoiavam a segregação.
Ao anoitecer do dia 1 de dezembro de 1955, Parks entrou em um ônibus na avenida Cleveland, no centro da cidade de Montgomery. Ela pagou a passagem e se sentou na primeira fileira de assentos reservados para negros no veículo. O motorista, James F. Blake, seguiu viagem em sua rota tradicional. O ônibus ia enchendo até que na terceira parada, em frente ao teatro Empire, vários passageiros entraram. Blake notou que umas duas ou três pessoas brancas estavam em pé. Para resolver o problema ele mudou o sinal de "colored" ("pessoa de cor", termo usado nos Estados Unidos para se referir a afro-americanos) para atrás da fileira onde Parks estava. Ele exigiu que os passageiros negros sentados levantassem para que os brancos pudessem sentar. Enquanto os outros três negros levantaram, Rosa se recusou. Anos depois, em uma entrevista, ela recordou: "meu corpo foi tomado por uma determinação, como uma colcha numa noite de frio". Parks se moveu, mas para o assento da janela. Blake, o motorista, perguntou para ela: "Por que você não se levanta?" Ela respondeu que "Eu não deveria ter que me levantar". O homem chamou então a polícia e mandou prender Rosa Parks. Quando o policial chegou ela perguntou "Por que vocês mexem com a gente assim?" Ele respondeu: "Eu não sei, mas a lei é a lei e você está presa".
Parks foi acusada de violar o capítulo 6, seção 11, da lei de segregação do código da cidade de Montgomery, apesar dela tecnicamente não ter sentado em um assento reservado para brancos. Edgar Nixon, presidente da sede local do NAACP, e seu amigo Clifford Durr pagaram a fiança de Parks e ela deixou a cadeia no dia seguinte.
Nixon, Jo Ann Robinson e outros ativistas de direitos civis decidiram usar o caso de Parks para chamar atenção do público para a causa de encerrar a segregação racial nos Estados Unidos. Três dias depois do evento, a 4 de dezembro, foi convocado um boicote aos ônibus de Montgomery. Nos eventos que se seguiram, alguns líderes religiosos e ativistas se destacaram, como os reverendos Ralph Abernathy e Martin Luther King, Jr.. Os mais de 40 mil usuários negros de ônibus da cidade e arredores prosseguiram com o boicote por 381 dias. Em 1956, a Suprema Corte americana julgou inconstitucional a segregação racial em transportes públicos.

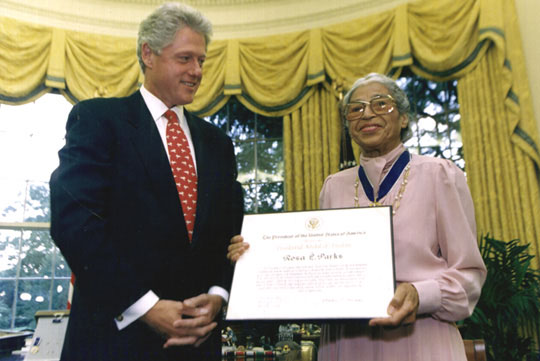
Rosa Parks, em meados da década de 1990, recebendo uma comendação do então presidente americano Bill Clinton

Rosa Parks se tornou então um ícone do movimento dos direitos civis dos negros nos Estados Unidos mas isso não foi necessariamente bom para ela no curto prazo. Sanções eram feitas contra os ativistas dos direitos civis e ela teve dificuldade em conseguir emprego e ainda teve de enfrentar a animosidade da cidade. Sofrendo ameaças de morte por parte de grupos de supremacia branca, ela se mudou para Hampton, Virgínia. Ela se mudou novamente não muito mais tarde para Detroit. Apesar desta cidade ser mais progressista que as do sul, Rosa ainda teve que lidar com racismo e segregação. Ela recebeu apoio e manteve contato com lideranças dos movimentos civis, como o congressista John Conyers e o reverendo Martin Luther King. Ela continuou, nos anos 60, como uma ativista dos direitos dos negros e participou de diversas iniciativas e marchas pela igualdade.
Em 1992 ela publicou sua autobiografia, Rosa Parks: My Story. Viúva e com enormes dificuldades financeiras, em 2002, ela foi despejada de seu prédio. A igreja batista Hartford Memorial a ajudou e, devido a comoção nacional por sua situação, o banco resolveu perdoar sua dívida e ela viveria de graça no seu prédio pelo resto da vida.
Acometida de doenças mentais e saúde muito debilitada, seus últimos dias foram sofridos mas ela sempre lembrava em boa estima os feitos de sua vida. Rosa faleceu em seu apartamento, em Detroit, a 24 de outubro de 2005, de causas naturais. Seu caixão foi velado com honras da Guarda Nacional do estado de Michigan. Autoridades e antigas lideranças dos movimentos civis compareceram ao seu funeral.

## Medalhas e Honrarias

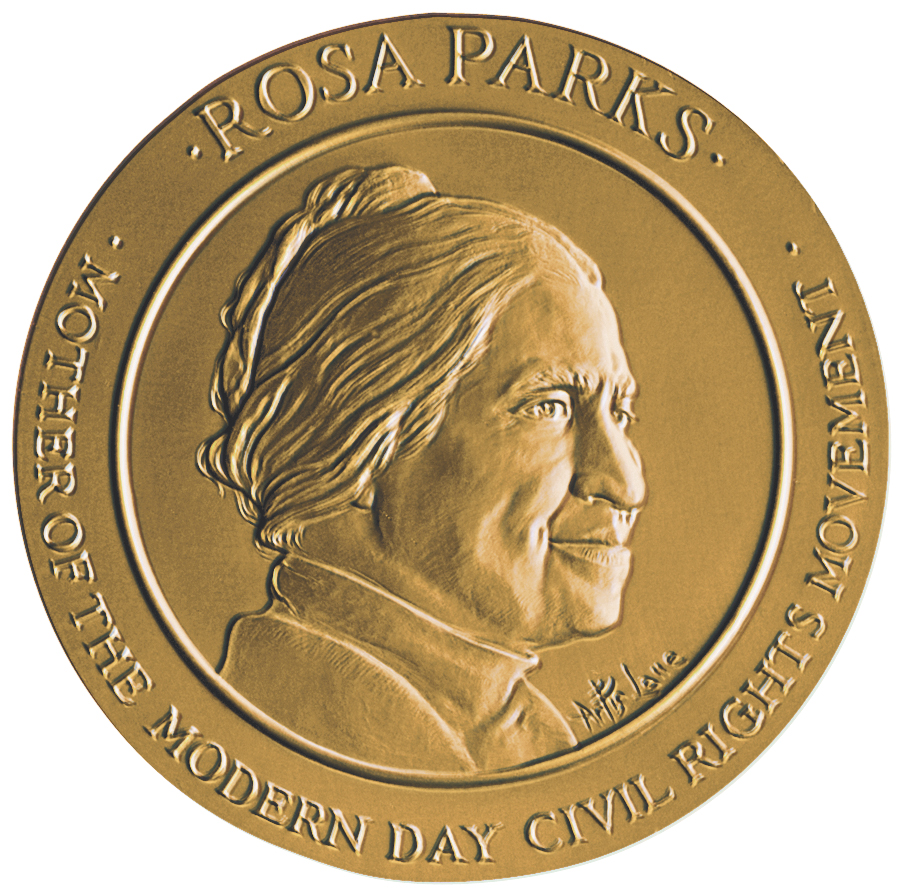
Medalha de ouro do congresso com a inscrição "Mãe do Movimento dos Direitos Civis dos dias atuais"

- 1976 – Detroit renomeou a 12th Street com Rosa Parks Boulevard
- 1979 – A NAACP premiou Parks com a Spingarn Medal, a sua mais elevada distinção
- 1980 – Foi-lhe atribuída a Martin Luther King Jr. Award
- 1983 – Ela foi colocada no Women's Hall of Fame do estado do Michigan, pelos seus feitos na luta pelos direitos civis
- 1990 – Parks foi convidada para fazer parte do grupo que deu as boas-vindas a Nelson Mandela, depois de libertado da prisão na África do Sul
- 1990 – Parks deu o nome a parte da estrada Interstate 475, fora de Toledo, Ohio, que assim a homenageou
- 1992 – Foi-lhe atribuída a Peace Abbey Courage of Conscience Award, em conjunto com Benjamin Spock e outros, no Kennedy Library and Museum, em Boston, Massachusetts
- 1996 – Foi-lhe atribuída a Medalha Presidencial da Liberdade, do Presidente Bill Clinton
- 1998 – Primeira pessoa a receber o International Freedom Conductor Award, dado pelo National Underground Railroad Freedom Center
- 1999 – Medalha de Ouro do Congresso
- 2005 – Após a sua morte, a empresa americana de computadores Apple Inc. fez-lhe uma homenagem no seu site, publicando a sua foto enquanto jovem, num ônibus. Acima da foto, o logo da empresa e o mundialmente famoso slogan Think Different e por baixo da foto, a inscrição Rosa Parks: 1913 - 2005.

## Ônibus
O ônibus em que ocorreram os fatos envolvendo Rosa Parks, atualmente, faz parte do acervo do The Henry Ford Museum.

## Na cultura popular

### Cinema e televisão
O documentário Mighty Times: The Legacy of Rosa Parks (2001) recebeu uma indicação em 2002 ao Oscar de melhor documentário de curta-metragem. The Rosa Parks Story (2002) estrelou Angela Bassett; a estudiosa de cinema Delphine Letort argumentou que na obra, "a narrativa histórica do movimento pelos direitos civis é simplificada em uma história que reproduz estereótipos popularizados tanto pelos melodramas raciais quanto pela grande mídia". O filme Barbershop (2002) apresentava um barbeiro, interpretado por Cedric the Entertainer, argumentando com outros que outros afro-americanos antes de Parks haviam atuado na integração de ônibus, mas ela era conhecida como secretária da NAACP. Os ativistas Jesse Jackson e Al Sharpton lançaram um boicote contra o filme, alegando que era "desrespeitoso", mas o presidente da NAACP, Kweisi Mfume, afirmou considerar a polêmica "exagerada". Parks ficou ofendida e boicotou a cerimônia do NAACP Image Awards 2003, organizada por Cedric.
Em 2013, Parks foi retratada por Llewella Gideon na primeira série da série de comédia da Sky Arts, Psychobitches. O episódio "Rosa" de 2018, da série de televisão de ficção científica Doctor Who, é centrado em Rosa Parks, interpretada por Vinette Robinson. O programa histórico infantil do Reino Unido, Horrible Histories incluiu uma canção sobre Parks em sua quinta série.

Em 2022, o documentário The Rebellious Life of Mrs. Rosa Parks foi lançado pela Peacock; é o primeiro documentário completo sobre Parks. Também naquele ano, um grande filme Bowl Game Armageddon foi anunciado, que destacará Rosa Parks e Emmett Till antes dos tumultos de 1956 no Sugar Bowl e em Atlanta.